# Selaginella flabellata
Selaginella flabellata är en mosslummerväxtart som först beskrevs av Carl von Linné, och fick sitt nu gällande namn av Antoine Frédéric Spring. Selaginella flabellata ingår i släktet mosslumrar, och familjen mosslummerväxter. Utöver nominatformen finns också underarten S. f. latifrons.